# Odontesthes humensis
Odontesthes humensis är en fiskart som beskrevs av De Buen, 1953. Odontesthes humensis ingår i släktet Odontesthes och familjen Atherinopsidae. Inga underarter finns listade i Catalogue of Life.